# Élections générales ontariennes de 2018
La 42e élection générale ontarienne a lieu le 7 juin 2018 afin d'élire les membres de la 42e Assemblée législative de l'Ontario.
Le Parti progressiste-conservateur de l'Ontario remporte l'élection avec 40% des suffrages exprimés, obtenant ainsi la majorité des sièges au parlement provincial avec 76 sièges sur 124. Le Nouveau Parti démocratique de l'Ontario devient l'opposition officielle avec 40 sièges. Le Parti libéral de l'Ontario subi la pire défaite de son histoire et ne remporte que sept sièges. Le Parti vert de l'Ontario décroche son premier siège au parlement provincial.

## Contexte
Après 15 ans de gouvernement libéral, les intentions de vote dans les sondages semblent épuisées pour Kathleen Wynne. Le changement est incarné par les conservateurs ayant récemment élu leur chef, Doug Ford, à la suite d'allégations d'inconduite sexuelle de la part de l'ancien chef, Patrick Brown. Le NPD tente quant à lui de représenter la véritable alternative et peut espérer former l'opposition officielle. De leur côté, les verts tenteront d'élire leur premier député tandis que le jeune Parti trillium de l'Ontario souhaite conserver son siège dans Kanata-Carleton, obtenu lorsque le député Jack MacLaren a rejoint le parti à la suite de son exclusion du caucus conservateur.

### Virage technologique
À l'occasion du lancement de la campagne électorale, le directeur général des élections de l'Ontario, Greg Essensa a fait la démonstration du vote électronique. En entrant dans le bureau de vote, la carte d'information de l'électeur possédant un code à barres est énumérée par une machine qui lui donne le bulletin de vote. Une fois rempli, le bulletin de vote est remis à un membre du personnel qui l'insère dans la boîte.

#### Ratés
Lors de la journée d'élection, des problèmes sont survenus un peu partout en province en lien avec les machines. Certains électeurs ont dû attendre qu'on les répare afin d'énumérer leur carte et voter.

## Forces en présence
| Parti politique | Parti politique                  | Chef              | Députés      | Députés            | Députés   |
| Parti politique | Parti politique                  | Chef              | Élus en 2014 | A la disso- lution | Candidats |
| --------------- | -------------------------------- | ----------------- | ------------ | ------------------ | --------- |
|                 | Progressiste-conservateur        | Doug Ford         | 28           | 27                 | 124       |
|                 | NPD                              | Andrea Horwath    | 21           | 18                 | 124       |
|                 | Libéral                          | Kathleen Wynne    | 58           | 55                 | 124       |
|                 | Vert                             | Mike Schreiner    | 0            | 0                  | 124       |
|                 | Libertarien                      | Allen Small       | 0            | 0                  | 117       |
|                 | Aucune de ces réponses           | Greg Vezina       | 0            | 0                  | 42        |
|                 | Trillium                         | Bob Yaciuk        | 0            | 1                  | 26        |
|                 | Northern Ontario                 | Trevor Holliday   | 0            | 0                  | 10        |
|                 | Consensus Ontario                | Brad Harness      | 0            | 0                  | 10        |
|                 | Freedom                          | Paul McKeever     | 0            | 0                  | 14        |
|                 | Parti Ontario                    | Jason Tysick      | 0            | 0                  | 5         |
|                 | Ontario Moderate Party           | Yuri Duboisky     | 0            | 0                  | 16        |
|                 | Communiste                       | Elizabeth Rowley  | 0            | 0                  | 12        |
|                 | Choix des Canadiens              | Bahman Yazdanfar  | 0            | 0                  | 5         |
|                 | Stop Sex-Ed                      | Queenie Yu        | 0            | 0                  | 3         |
|                 | Ontario Alliance                 | William Cook      | 0            | 0                  | 4         |
|                 | Nouveau parti populaire          | Daryl Christoff   | 0            | 0                  | 3         |
|                 | Besoins spéciaux                 | Hilton Milan      | 0            | 0                  | 5         |
|                 | People's Political Party         | Kevin Clarke      | 0            | 0                  | 6         |
|                 | Confederation of Regions         | Vacant            | 0            | 0                  | 2         |
|                 | Arrêtez le changement climatique | Ken Ranney        | 0            | 0                  | 2         |
|                 | Go Végan                         | Paul Figueiras    | 0            | 0                  | 2         |
|                 | Parti de la réforme sociale      | Abu Alam          | 0            | 0                  | 2         |
|                 | Action culturelle                | Arthur Smitherman | 0            | 0                  | 3         |
|                 | Parti de la Vérité Objective     | Derrick Matthews  | 0            | 0                  | 2         |
|                 | Multiculturel                    | Wasyl Luczkiw     | 0            | 0                  | 2         |
|                 | Économique canadien              | Patrick Knight    | 0            | 0                  | 2         |
|                 | Parti Pauvre de l’Ontario        | John Turmel       | 0            | 0                  | 2         |
|                 | Indépendants                     | Indépendants      | 0            | 2                  | 32        |
|                 | Vacant                           | Vacant            | 0            | 4                  | -         |
| Total           | Total                            | Total             | 107          | 107                | 825       |

## Chronologie
2014
- 12 juin : le Parti libéral de Kathleen Wynne forme un gouvernement majoritaire à la 41e élection générale. Le chef du Parti progressiste-conservateur, Tim Hudak, annonce qu'il ne sera pas chef à la prochaine élection.
- 12 juillet : Tim Hudak démissionne comme leader du parti progressiste-conservateur. Le député Jim Wilson de Simcoe-Grey est nommé leader intérimaire.
- 24 juillet : les libéraux ont passé leur budget du premier mai.
- 20 novembre : Joe Cimino, le député néo-démocrate de Sudbury, a démissionné sa siège, citant des raisons familiales.

2015
- 5 février : le candidat libéral Glenn Thibeault est élu dans l’élection partielle de Sudbury. Ce siège appartenait au NPD avant l’élection partielle.
- 9 mai : Patrick Brown, le député conservateur de Barrie au niveau fédéral, est élu comme chef du Parti progressiste-conservateur.
- 1er août : Garfield Dunlop, le député PC de Simcoe-Nord, démissionne son siège pour permettre Patrick Brown à gagner un siège. Kathleen Wynne appelle une élection partielle pour le 3 septembre 2015.
- 28 août : Christine Elliott, le député PC de Whitby—Oshawa, démissionne son siège.
- 3 septembre : Patrick Brown, le leader du Parti progressiste-conservateur, est élu dans l’élection partielle de Simcoe-Nord.
- 24 septembre : la Police provinciale de l'Ontario a porté des accusations concernant le scandale de l’élection partielle de Sudbury.
- 3 décembre : projet de loi 115, loi de 2015 sur les limites des circonscriptions électorales, reçoit la sanction royale. Ce projet de loi augmente le nombre de circonscriptions de 107 à 122.

## Campagne

### Évènements et chronologie
- 7 mai : premier débat des chefs télévisé concentré sur Toronto organisé par CityNews en présence de Wynne, Ford et Horwath.
- 9 mai : début de la campagne électorale.
- 17 mai : fermeture des dépositions de candidature à 14h00.
- 27 mai : deuxième débat télévisé organisé par CBC. Wynne, Ford et Horwath sont attendus.
- 7 juin : jour de vote et de dévoilement des résultats.

### Débats des chefs
Deux jours avant le début de la campagne, CityNews organise un débat télévisé dont les thèmes sont concentrés sur Toronto. La première ministre Kathleen Wynne, le chef conservateur Doug Ford ainsi que la chef néo-démocrate Andrea Horwath sont présents. Bien qu'ayant réclamé une invitation, le chef du Parti vert, Mike Schreiner, n'a pas pu être présent.
Le 27 mai, CBC organise le deuxième débat télévisé et le dernier de la campagne. Kathleen Wynne, Doug Ford et Andrea Horwath étaient présents pour débattre sur divers enjeux, lesquels étaient abordés par une question du public ou une question directement posée par l'un des trois chefs. Comme pour le premier débat, Mike Scheiner n'a pas été invité malgré ses demandes puisque son parti ne détient aucun siège à la chambre d'assemblée.

## Députés ne se représentant pas
Les députés sortants du tableau suivant ne se représentent pas comme candidats.
| Parti | Parti                      | Député              | En fonction depuis | Circonscription     |
| ----- | -------------------------- | ------------------- | ------------------ | ------------------- |
|       | Libéral                    | Glen Murray         | 2010               | Toronto-Centre      |
|       | Progressiste-conservateur  | Julia Munro         | 1995               | York—Simcoe         |
|       | Nouveau Parti démocratique | Sarah Campbell      | 2011               | Kenora—Rainy River  |
|       | Nouveau Parti démocratique | Cindy Forster       | 2011               | Welland             |
|       | Indépendant                | Patrick W. Brown    | 2015               | Simcoe-Nord         |
|       | Indépendant                | Michael Harris (en) | 2011               | Kitchener—Conestoga |

## Résultats
|                           |                                  |            |       |       |        |               |  |  |  |  |  |  |  |  |
| Parti                     | Parti                            | Voix       | %     | +/-   | Sièges | +/-           |  |  |  |  |  |  |  |  |
|                           | Parti progressiste-conservateur  | 2 324 742  | 40,50 | 9,25  | 76     | 48            |  |  |  |  |  |  |  |  |
|                           | Nouveau Parti démocratique       | 1 926 512  | 33,56 | 9,81  | 40     | 19            |  |  |  |  |  |  |  |  |
|                           | Parti libéral                    | 1 124 381  | 19,59 | 19,06 | 7      | 51            |  |  |  |  |  |  |  |  |
|                           | Parti vert                       | 264 094    | 4,60  | 0,24  | 1      | 1             |  |  |  |  |  |  |  |  |
|                           | Parti libertarien                | 42 928     | 0,75  | 0,06  | 0      | en stagnation |  |  |  |  |  |  |  |  |
|                           | Aucune de ces Réponses           | 16 191     | 0,28  | 0,19  | 0      | en stagnation |  |  |  |  |  |  |  |  |
|                           | Trillium                         | 8 186      | 0,14  | 0,13  | 0      | en stagnation |  |  |  |  |  |  |  |  |
|                           | Northern Ontario                 | 5 804      | 0,10  | 0,08  | 0      | en stagnation |  |  |  |  |  |  |  |  |
|                           | Consensus Ontario                | 2 684      | 0,05  | 0,05  | 0      | en stagnation |  |  |  |  |  |  |  |  |
|                           | Freedom                          | 2 567      | 0,04  | 0,22  | 0      | en stagnation |  |  |  |  |  |  |  |  |
|                           | Parti Ontario                    | 2 310      | 0,04  | Nv    | 0      | en stagnation |  |  |  |  |  |  |  |  |
|                           | Ontario Moderate Party           | 2 194      | 0,04  | 0,03  | 0      | en stagnation |  |  |  |  |  |  |  |  |
|                           | Communiste                       | 1 471      | 0,03  | 0,02  | 0      | en stagnation |  |  |  |  |  |  |  |  |
|                           | Choix des Canadiens              | 1 234      | 0,02  | 0,01  | 0      | en stagnation |  |  |  |  |  |  |  |  |
|                           | Stop Sex-Ed                      | 1 078      | 0,02  | Nv    | 0      | en stagnation |  |  |  |  |  |  |  |  |
|                           | Ontario Alliance                 | 804        | 0,01  | 0,01  | 0      | en stagnation |  |  |  |  |  |  |  |  |
|                           | Nouveau parti populaire          | 633        | 0,01  | Nv    | 0      | en stagnation |  |  |  |  |  |  |  |  |
|                           | Besoins spéciaux                 | 631        | 0,01  | Nv    | 0      | en stagnation |  |  |  |  |  |  |  |  |
|                           | People's Political Party         | 626        | 0,01  | 0,01  | 0      | en stagnation |  |  |  |  |  |  |  |  |
|                           | Confederation of Regions         | 386        | 0,01  | Nv    | 0      | en stagnation |  |  |  |  |  |  |  |  |
|                           | Arrêtez le changement climatique | 342        | 0,01  | Nv    | 0      | en stagnation |  |  |  |  |  |  |  |  |
|                           | Go Végan                         | 256        | 0,00  | 0,02  | 0      | en stagnation |  |  |  |  |  |  |  |  |
|                           | Parti de la réforme sociale      | 238        | 0,00  | Nv    | 0      | en stagnation |  |  |  |  |  |  |  |  |
|                           | Action culturelle                | 215        | 0,00  | Nv    | 0      | en stagnation |  |  |  |  |  |  |  |  |
|                           | Parti de la Vérité Objective     | 212        | 0,00  | Nv    | 0      | en stagnation |  |  |  |  |  |  |  |  |
|                           | Multiculturel                    | 191        | 0,00  | Nv    | 0      | en stagnation |  |  |  |  |  |  |  |  |
|                           | Économique canadien              | 151        | 0,00  | Nv    | 0      | en stagnation |  |  |  |  |  |  |  |  |
|                           | Parti Pauvre de l’Ontario        | 111        | 0,00  | Nv    | 0      | en stagnation |  |  |  |  |  |  |  |  |
|                           | Indépendants                     | 8 662      | 0,15  | 0,07  | 0      | en stagnation |  |  |  |  |  |  |  |  |
|                           |                                  |            |       |       |        |               |  |  |  |  |  |  |  |  |
| Suffrages exprimés        | Suffrages exprimés               | 5 744 860  | 98,94 |       |        |               |  |  |  |  |  |  |  |  |
| Votes blancs et invalides | Votes blancs et invalides        | 61 426     | 1,06  |       |        |               |  |  |  |  |  |  |  |  |
| Total                     | Total                            | 5 806 286  | 100   | –     | 124    | 17            |  |  |  |  |  |  |  |  |
| Abstentions               | Abstentions                      | 4 439 780  | 43,33 |       |        |               |  |  |  |  |  |  |  |  |
| Inscrits / participation  | Inscrits / participation         | 10 246 066 | 56,67 |       |        |               |  |  |  |  |  |  |  |  |

| 76 | 40 | 7 | 1 |